# Albert Jacobus Stals
Albert Jacobus Stals est un médecin et un homme politique sud-africain né le 24 août 1880 à Tulbagh dans la colonie du Cap et mort le 5 février 1951 au Cap.
Membre du parti national, député de Hopetown (1923-1933) et de Ceres (1943-1951), il est ministre de l'Éducation (1948-1949), de la Santé et des Affaires sociales du 4 juin 1948 à sa mort le 5 février 1951.

## Biographie
A. J. Stals passe sa jeunesse à Wellington (Afrique du Sud). Diplômé en littérature à l'université de Stellenbosch (1903), il étudie la médecine et les mathématiques à l'université de Dublin en Irlande. Diplômé en médecine, il poursuit également des études de droit.
De retour en Afrique du Sud, il s'installe à Worcester et est élu en 1923 au parlement dans la circonscription de Hopetown. Membre du conseil d'administration de la compagnie maritime sud-africaine de commerce et d'industrie, il est de 1943 à 1947, le président de la Volkskas bank. Parallèlement en 1943, il revient au parlement en se faisant élire député de Ceres.
En juin 1948, il est nommé ministre de la Santé, de l'Éducation et des Affaires sociales dans le gouvernement de Daniel François Malan. Il meurt en fonction au Cap en février 1951.